# Niederanven
Niederanven (en luxembourgeois : Nidderaanwen ) est une localité luxembourgeoise et le chef-lieu de la commune de même nom située dans le canton de Luxembourg.

## Géographie

### Sections de la commune
- Ernster
- Hostert
- Niederanven (siège)
- Oberanven
- Rameldange
- Senningen
- Senningerberg
- Waldhof

Autres localités :
- Hoehenhof

### Voies de communication et transports
La commune est traversée par l'autoroute A1 et par la route nationale N1. L'aéroport de Luxembourg-Findel se trouve en partie sur le territoire communal.
La commune est desservie par les autobus de la ville de Luxembourg (AVL), pour la desserte de l'aéroport, et par le Régime général des transports routiers (RGTR) et possède des stations Vel'oH!. En outre, elle opère conjointement avec Schuttrange un service « City-Bus » sur réservation, le « Ruffbus Syrdall ».

## Histoire

### Andethanna
La commune comprend le site présumé du vicus romain d'Andethanna, situé sur la chaussée romaine reliant Durocortorum (Reims) à Augusta Treverorum (Trèves), à un peu moins de 40km de cette dernière (ainsi que de  Arlon, qui était manifestement le relais suivant).
En 1938, un groupe de randonneurs découvre entre les hameaux de Senningen et de Senningerberg les restes d’un four à chaux. Bien qu'aucune carrière de pierre calcaire ne soit à proximité, l'hypothèse est que ce four profitait de la chaussée romaine pour son approvisionnement. La datation de ce site survient en 1999, après examen par l’Université de Cologne : sur la base d’un morceau de bois trouvé à côté du four à chaux, les chercheurs ont pu préciser à quel moment le four avait été construit : entre 65 et 75 de notre ère. La maitrise de la chaux a été introduite dans cette région par les Romains comme matériau de construction et a été utilisée comme liant dans les constructions. 

### Accident d'avion
Le 6 novembre 2002, un avion Fokker F50 de la Luxair effectuant un vol commercial entre Berlin et Luxembourg s’écrase dans la campagne de Niederanven, en bordure de la route de Trèves, à moins de 600 mètres des premières maisons. Parmi les vingt-deux personnes à bord, vingt ont été tuées.

## Politique et administration

### Liste des bourgmestres[4]
| Identité                            | Période | Période  | Durée  | Étiquette |
| Identité                            | Début   | Fin      | Durée  | Étiquette |
| ----------------------------------- | ------- | -------- | ------ | --------- |
| Joseph de la Haye (d)               | 1795    | 1800     | 5 ans  |           |
| Nicolas-Étienne-François Dumont (d) | 1800    | 1806     | 6 ans  |           |
| Michel Weydert (d)                  | 1807    | 1815     | 8 ans  |           |
| Jacques Funck (d)                   | 1816    | 1830     | 14 ans |           |
| Pierre Hostert (d)                  | 1830    | 1839     | 9 ans  |           |
| Mathias Buchholtz (d)               | 1839    | 1840     | 1 an   |           |
| Mathias Gouden (d)                  | 1841    | 1848     | 7 ans  |           |
| Nicolas Huberty (d)                 | 1849    | 1854     | 5 ans  |           |
| Nicolas Weydert (d)                 | 1855    | 1859     | 4 ans  |           |
| Théodore Scholer (d)                | 1859    | 1861     | 2 ans  |           |
| Jean-Pierre Werner (d)              | 1861    | 1884     | 23 ans |           |
| Eugène de la Haye (d)               | 1885    | 1899     | 14 ans |           |
| Nicolas Hellers (d)                 | 1900    | 1918     | 18 ans |           |
| Michel Leyers (d)                   | 1919    | 1930     | 11 ans |           |
| Mathias Hellers (d)                 | 1930    | 1945     | 15 ans |           |
| Jean-Pierre Gloden (d)              | 1946    | 1969     | 23 ans |           |
| Joseph-Marie-Désiré Jacquemart (d)  | 1970    | 1975     | 5 ans  |           |
| Nicolas Koob (d)                    | 1975    | 1987     | 12 ans |           |
| Claude Bicheler (d) (né en 1952)    | 1988    | 1992     | 4 ans  | LSAP      |
| Jean Schiltz (d) (né en 1951)       | 1992    | 1999     | 7 ans  | LSAP      |
| Nico Hilbert (d)                    | 2000    | 2001     | 1 an   |           |
| Raymond Weydert (d) (né en 1948)    | 2001    | En cours | 24 ans | CSV       |

### Jumelages
En 1991, les délégués de 12 villes européennes (une par pays membre), dont Niederanven, signaient la charte de jumelage du « Douzelage » à Granville.

## Population et société

### Démographie
L'évolution du nombre d'habitants est connue à travers les recensements de la population effectués dans le pays depuis 1821. Les recensements décennaux de la population permettent de caler les chiffres sur la composition de la population par sexe, âge, nationalité et commune de résidence. Entre deux recensements, la population au 1er janvier de l’année {\displaystyle x} est évaluée en ajoutant à la population au 1er janvier de l’année {\displaystyle x-1} les soldes naturel (naissances {\displaystyle -} décès) et migratoire (arrivées {\displaystyle -} départs) de l'année. La même méthode est appliquée pour la répartition par âge au 1er janvier et les effectifs totaux par nationalité. Depuis le 1er septembre 2023, le Luxembourg dénombre 100 communes.
Au 1er janvier 2024, la commune comptait 6 837 habitants.
| 1821  | 1851  | 1871  | 1880  | 1890  | 1900  | 1910  | 1922  | 1930  |
| ----- | ----- | ----- | ----- | ----- | ----- | ----- | ----- | ----- |
| 1 580 | 2 354 | 2 238 | 2 171 | 2 003 | 1 950 | 1 811 | 1 762 | 1 676 |

| 1935  | 1947  | 1960  | 1970  | 1978  | 1979  | 1981  | 1983  | 1984  |
| ----- | ----- | ----- | ----- | ----- | ----- | ----- | ----- | ----- |
| 1 616 | 1 568 | 1 760 | 2 042 | 3 040 | 3 203 | 3 393 | 3 700 | 3 820 |

| 1985  | 1986  | 1987  | 1988  | 1989  | 1990  | 1991  | 1992  | 1993  |
| ----- | ----- | ----- | ----- | ----- | ----- | ----- | ----- | ----- |
| 3 840 | 3 950 | 3 970 | 4 138 | 4 352 | 4 631 | 5 053 | 5 153 | 5 164 |

| 1994  | 1995  | 1996  | 1997  | 1998  | 1999  | 2000  | 2001  | 2002  |
| ----- | ----- | ----- | ----- | ----- | ----- | ----- | ----- | ----- |
| 5 252 | 5 269 | 5 340 | 5 315 | 5 415 | 5 566 | 5 592 | 5 439 | 5 446 |

| 2003  | 2004  | 2005  | 2006  | 2007  | 2008  | 2009  | 2010  | 2011  |
| ----- | ----- | ----- | ----- | ----- | ----- | ----- | ----- | ----- |
| 5 412 | 5 361 | 5 409 | 5 449 | 5 453 | 5 530 | 5 507 | 5 435 | 5 424 |

| 2012  | 2013  | 2014  | 2015  | 2016  | 2017  | 2018  | 2019  | 2020  |
| ----- | ----- | ----- | ----- | ----- | ----- | ----- | ----- | ----- |
| 5 475 | 5 552 | 5 663 | 5 737 | 5 866 | 6 090 | 6 156 | 6 222 | 6 312 |

| 2021  | 2022  | 2023  | 2024  | - | - | - | - | - |
| ----- | ----- | ----- | ----- | - | - | - | - | - |
| 6 349 | 6 449 | 6 660 | 6 837 | - | - | - | - | - |

Pour des raisons techniques, il est temporairement impossible d'afficher le graphique qui aurait dû être présenté ici.

## Culture locale et patrimoine
- L'église de l'Assomption-de-la-Bienheureuse-Vierge-Marie, de style néo-gothique, construite au milieu du XIXe siècle.

### Personnalités liées à la commune
- Georges Lang, animateur radio sur RTL France.

### Héraldique, logotype et devise
| Blason de Niederanven | Blason  | Parti de gueules au tilleul feuillé, fruité et arraché d'or, et d'azur au casque romain d'argent brochant sur une crosse d'or posée en barre; au chef d'or chargé d'une quintefeuille de gueules boutonnée d'argent brochant sur deux bâtons fleurdelisés de sable posés en sautoir. |
| Blason de Niederanven | Détails | Armoiries de la commune luxembourgeoise de Niederanven. |